# スモー
スモー (SUMO) は、テレビアニメ、および劇場用アニメ『∀ガンダム』に登場する架空の有人式人型ロボット兵器。
月面国家「ムーンレィス」の量産型モビルスーツ (MS) 。主役機である「∀ガンダム」に似た機体構造を持つ。劇中ではハリー・オードが搭乗するゴールドカラー機と、一般用のシルバーカラー機の2タイプが登場する。

## デザイン
デザイナーはシド・ミード。元々は∀ガンダムのデザイン案であったものに手を加えたもの。元のデザイン案は日本人にとっては先進的すぎるという富野監督の判断から没となったが、斬新なデザインは高く評価され、ディアナ・カウンター側の機体として採用された。シド・ミードはデザインにあたって「MSはロボットというよりも手足を装備したスペースマシン」というイメージを持っていたことから、ボディはコンパクトに、ディティールよりもフォルムを重視したデザインとなった。尚、アニメ用の画稿は重田敦司の手でクリーンナップされたものとなる。

## 設定解説
ディアナ親衛隊に配備された専用機。∀ガンダムを元に開発されたとする資料も存在する。ムーンレィスが使用する機体ではマヒローとともに独力開発できた機体の一つとなる(その他の機体は月面や地球のマウンテンサイクル、黒歴史以前の機体を使用している)。一方で、スモーもまた月のマウンテンサイクルから出土した機体であり、十分にストックされているものの本編作中の時代のムーンレィスの技術を遥かに超えた機体であることから量産化は不可能とした資料も存在する(ただし、武装面は新規に開発されたものを使用している)。
Iフィールドビーム駆動(IFBD)を採用した事によりどっしりとした外観に反して運動性とレスポンスが高く、高機動戦闘を可能としている。また、重力下においてはホバー走行のような地表面から浮上した推進も可能。機体各所に存在するスリットはIフィールドビーム駆動のためのレセプターであり、機体を一瞬にしてあらゆるベクトルに稼働させる機能によってスモーの高機動性を支えている。
スモーはIフィールド（IF）コンセプト全盛期に建造されたことから、対IFBD機能搭載のMSとなっている。同時代に開発された機体であればIFジェネレーターによるIフィールドリストリクション(I Field Restriction、IFR)効果によって敵の誘導兵器や各種火器、または機体のコントロールを奪うことができる。このIFR効果の実装は、女王の警護を主任務とするスモーが周辺都市への被害を抑えるためのものとなる。
名称は "Strike Unit Maneuver Operation" （機動戦闘ユニット）の略である。型式番号はMRC－F20、MRCはムーンレィスコメモレイションの略で、Fは戦闘タイプ（ファイター）を意味し、20は20番目の機体という意味がある。機種は隊長機のゴールドタイプと、一般隊員機のシルバータイプが存在。ハリー・オードの機体となるゴールドタイプは頭部と装甲の仕様が異なっており、より高性能な機体となっている。

### 機体構造
Iフィールドビーム駆動 / IFBD
Iフィールドビーム駆動、またはIFBDと記述される。Iフィールドの梁(ビーム)を機体の表面に張り巡らせることで機体を駆動させている。
MFEガンディウムFGI複合素材
劇中では特に触れられていないが、設定ではスモーの装甲はMFE型ガンディウムFGI複合装甲となっている。MFE型ガンディウムFGI複合材とは、漸進性フラクタル・エッジ・ガンディウム機能傾斜知能複合材(Moduration Fractal Edge Gundium Functionally Gradient Intelligent Composite Materials)のことで、かつてムーンレィスの科学班が限られたナノテクノロジーを最大限に活用するために開発した技術である。この装甲の最大の特徴は、装甲にダメージを受ければ受けるほど強度が向上する画期的なものである。簡単に言えば致命的な損傷を受けない限り、二度とその攻撃を受け付けなくなるというものである。一説によると、スモーの仕様や機体色の違いはその為だといわれている。しかし、最強の装甲を目指した開発も装甲の自己進化を制御するナノモジュールが予定通りに機能せず、当初予定していた性能を得ることができなかった。すでに研究も放棄されており、この装甲は通常のFE装甲を若干良くした程度のものだという。
HPHGCP
機体胸部には、動力源である「HPHGCPジェネレーター」を装備。HPHGCP（Helical　Phase　Hyper－oscillation　Gauge－Collapser－Pile＝螺旋位相型超震動ゲージ場縮退炉）ジェネレーターは副次的にIFR効果を発揮する。このIFR効果は元々自機の躯体稼働を制御するIFBDを拡張するデバイスだが、ドメイン(支配領域)を広げることで対象の行動を抑制または支配できる。同機能を使用できるのは原則的にスモーと同時代の機体とされるが、あらゆる機動兵器に適用可能とも推察されている。
FRPユニット
スモーの脹脛部分に内蔵される。FRP（Field Repulsion Processer＝空間斥力処理装置）の略。この装置は空間そのものに斥力を発生させる装置であり、これによって地上ではホバークラフトのように浮上を行う。また、この装置は無重力空間でも使用が可能である。
頭部
ゴールドタイプは頭部のシャッターが展開しスキャニング・ターレットが現れる機構を有している。これをスカーフェイスと呼称し、スキャニングターレットの他に機能が存在するとした資料もみられるが、その詳細は不明。
コクピット
∀ガンダムと近似した、全天型のリニアシートを採用する。操縦機構は簡素化されている。操縦系には∀ガンダムに類似した学習システムが導入されており、機体側のコンピュータがパイロットの癖などを学習し、操縦を簡略化、動作を補正する事ができる。

## 武装・装備
ハンドビームガン
ムーンレィスの技術陣が機体とは別に開発していた中長距離用のビームガン。これにはエネルギー供給装置が内蔵されており、機体側は照準と射撃制御だけですむという利点がある。折り畳み可能な構造となっており、エネルギー交換はバックパックの交換によって行われる。
ヒートファン
資料によってヒートホーク、軍配型ヒートホーク、ヒートファンと記述される。白兵戦での武器として以外にシールドとしても使用可能な兵器である。エッジ部分を灼熱化させ対象物を物理的に切断することが可能。本来は指揮官用の専用兵器ということだが、その由来は不明とされている。不使用時には腰に折りたたんで収納することができる。
アニメーション第49話では、ターンXとの交戦時に同機を「金縛り」にするためゴールドタイプが本装備からIフィールドバリアを展開する場面が見られた(この際、戦闘に同行した他のシルバータイプはIFジェネレーターを使用している)。また、その直後には先端部から剣状の光軸を展開する描写もみられた。
IFジェネレーター
腕部に装着され、Iフィールドを拡張・増幅・投射することができる装備である。IFブースターやIFバンカーはIFジェネレーターによって作られた効果、または武器のことを指す。IFブースターはIFR効果を拡張するIFジェネレーターによってIFBDにて機動する兵器に干渉させて敵機を無効化、または抑制させる機能のことをいう。爆弾やビーム兵器とは違って直接的な破壊力はない。逆にIFバンカーはIフィールドを伸縮高密度化することによって実体化させ、打突用の武器として使用する状態のことをいう。
スカート
スモーに用意されている飛行用の空中機動用ユニット。腰部左右にそれぞれ主機1、補機6の計7発からなるジェット・ロケットハイブリッドエンジンが一対存在する。
重力下における長期間の飛行のために用意されたものだが、MS戦には不向き。推進器そのものはムーンレィスの帰還船に使用されているものを転用したものである。

## バリエーション
MRC-F20 スモー・グリーンメタリックバージョン
電撃ホビーマガジン誌掲載記事『Before ∀』に掲載された作例に登場(解説文は森田繁による)。MFEG-FGIコンポジット・ナノマシンと粉体Iフィールド・レセプター、Iフィールドの相互作用で駆動するスモーのフィードバック率を抑えて操縦性を向上させた機体。ただしコストはシルバータイプやゴールドタイプと差がなく、格闘性能は低下している。そのため多くの機体はシルバータイプに改装され、一部の機体は複座練習機へと転用された。
スモーガンダム